# Лисичанська централізована бібліотечна система
Лисича́нська центра́льна міська́ бібліоте́ка  — публічна бібліотека у м. Лисичанськ Луганської області, входить до складу Комунального закладу «Лисичанська централізована бібліотечна система». Лисичанська центральна міська бібліотека є головною бібліотекою Комунального закладу «Лисичанська ЦБС» — інформаційним та культурно — просвітницьким закладом, організаційно — методичним центром для бібліотек — філій. На 1 січня 2018 року фонди бібліотеки становлять 82 701 екз., користувачами бібліотеки є 7 773 особи.

## Історія
18 жовтня 1943 року в м. Лисичанськ було відкрито міську бібліотеку, яку очолила Кащєєва Антоніна Андріївна[джерело?].
З 1954 року бібліотека знаходилась в невеликому приміщенні за адресою вул. Радянська, 1 (нині вул. Штейгерська). Бібліотеку відвідувало 1411 читачів на рік, а книжковий фонд налічував 10641 книгу.
У 60-ті роки XX ст., у часи підйому суспільного життя країни, зростала потреба у літературі про наукові та технічні досягнення, про передові методи роботи. В 1964 році центральну бібліотеку відвідувало вже 6700 читачів, а книжковий фонд налічував 55000 екземплярів літератури. Бібліотека отримувала 124 журнали та 30 газет. Протягом року для читачів проводились читацькі конференції, літературні тематичні вечори, бесід і огляди нової літератури. Бібліотека була методичним центром бібліотек міст Лисичанськ, Верхнє, Пролетарськ, Новодружеськ, Привілля. Цього ж року Лисичанській міській бібліотеці було присвоєно звання «Бібліотека відмінної праці».
В 1965 році було організовано роботу 10 пересувних бібліотек та 3 пунктів видачі літератури, що обслуговували населення міста.
1 липня 1980 року державна мережа бібліотек міста Лисичанськ була централізована в єдину систему. До Лисичанської централізованої бібліотечної системи (ЦБС) увійшли 10 бібліотек: 4 — для дорослих, 6 — для дітей. ЦБС очолила Сєрікова Світлана Василівна.
У центральній бібліотеці було створено такі структурні підрозділи: відділ обслуговування, відділ комплектування й обробки літератури, методико-бібліографічний відділ. Штат центральної бібліотеки налічував 10 бібліотечних працівників.
У квітні 1986 року центральна бібліотека Лисичанська отримала нове приміщення в жилому домі за адресою: пр. Леніна, 94 (нині: пр. Перемоги). Загальна площа приміщення складала більше 1,5 тис. м. кв. В бібліотеці відкрили читальний зал на 50 місць і юнацький абонемент для обслуговування читачів віком від 14 до 21 року. Обласна бібліотека для юнацтва подарувала центральній бібліотеці 1000 екз. книг. Фонд бібліотеки налічував майже 60 тис. книг, її відвідувало протягом року близько 7 тис. читачів. Бібліотека отримувала 218 найменувань періодичних видань.
В 1989 році в бібліотеці було відкрито відділ мистецтв, де проводились літературно-музичні вечори, вечори романсів, поетичні зустрічі тощо.
У 90-х роках в бібліотеці відкрили кабінет науково-технічної інформації, що забезпечував інформаційну підтримку у впровадженні передового досвіду роботи на підприємствах. Також розпочала роботу літературно-музична вітальня, яку відвідували поціновувачі літератури, музики, живопису.
В 1994 році бібліотечну систему очолила Радюшина Наталія Олександрівна.
У 2001 році при бібліотеці було створено публічний центр регіонально інформування, куди надходила інформація про діяльність органів місцевого самоврядування. В 2003 році роботу Лисичанського центра регіонального інформування населення було визнано кращою в області, а за результатами обласного конкурсу «Бібліотека — центр інформування населення про діяльність місцевих органів влади» бібліотека отримала перше місце і була нагороджена дипломом першого ступеня.
У 2004 році в центральній бібліотеці було створено інформаційний центр з 5 комп'ютерами з доступом до мережі Інтернет.
У 2011 році бібліотека стала одним з переможців конкурсу «Організація нових бібліотечних послуг з використанням вільного доступу до Інтернету» від програми «Бібліоміст» і отримала комп'ютерну техніку для надання безкоштовних інноваційних послуг користувачам.
У 2011 році у бібліотеки з'явився власний офіційний сайт.
У 2015 році завдяки перемозі у конкурсі проектів, направлених на сприяння активізації діалогу про права людини в українському суспільстві, в бібліотеці було відкрито кіноклуб медіапросвіти з прав людини Docudays UA.
У 2016 році бібліотека долучилася до проекту Української бібліотечної асоціації «Все про Європу: читай, слухай, дізнавайся в пунктах європейської інформації в бібліотеках». В бібліотеці було створено Пункт європейської інформації «Європейський вектор» для надання мешканцям міста інформаційно-просвітницьких послуг і популяризації знань про ЄС, європейські цінності та європейський вибір України.
З 2016 року Лисичанську централізовану бібліотечну систему очолює Шаркова Олена Володимирівна.

## Відділи бібліотеки
У бібліотеці діють:
- Відділ обслуговування, до складу якого входять абонемент, юнацький абонемент, читальний зал, сектор літератури з мистецтва, сектор літератури з краєзнавства
- Інформаційно-ресурсний інтернет-центр
- Відділ формування і використання інформаційно-бібліотечних ресурсів
- Відділ бібліотечного маркетингу та менеджменту